# Opsiphanes cassiae
Opsiphanes cassiae är en fjärilsart som beskrevs av Carl von Linné 1758. Opsiphanes cassiae ingår i släktet Opsiphanes och familjen praktfjärilar. Inga underarter finns listade i Catalogue of Life.

## Bildgalleri

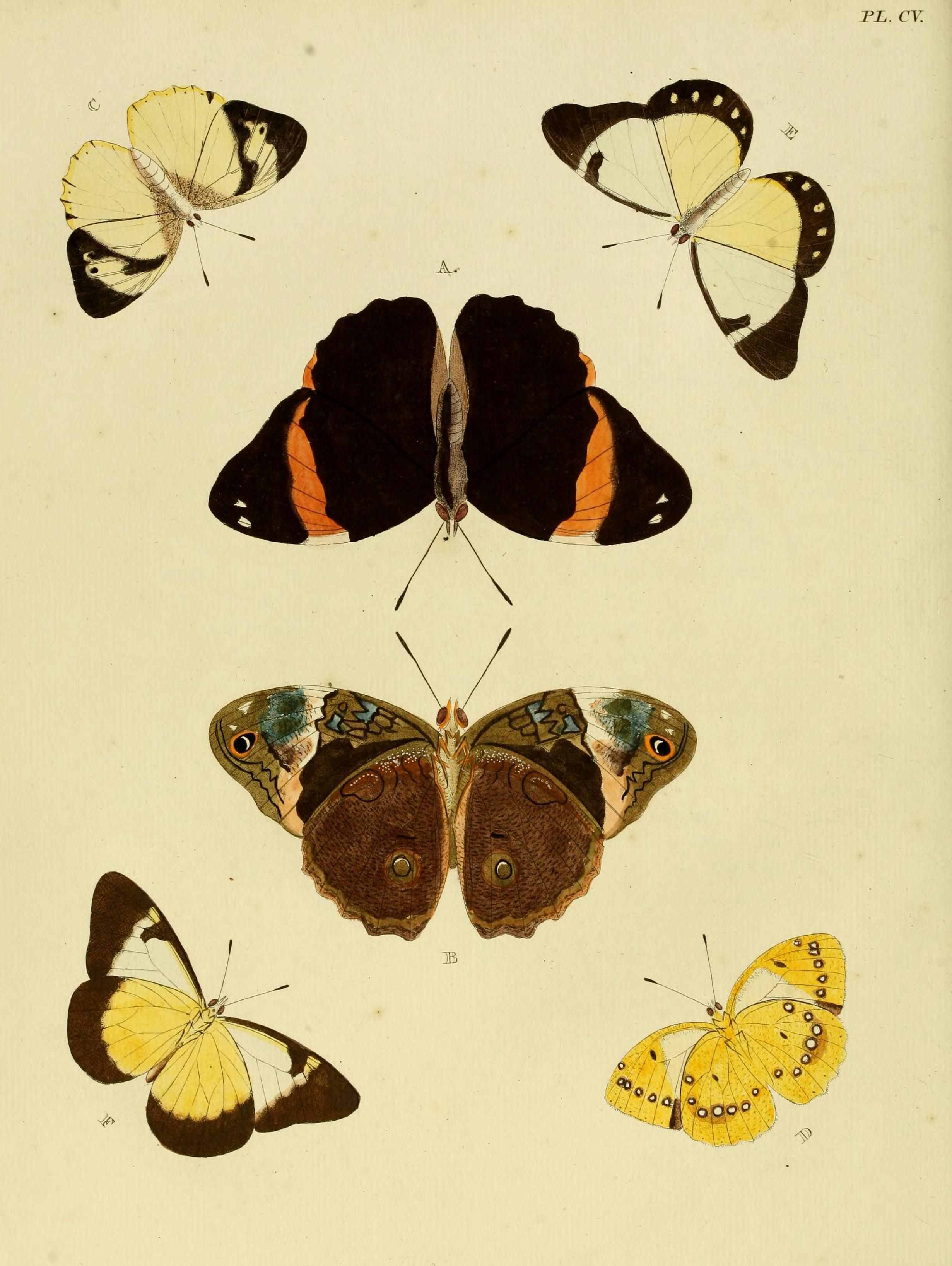
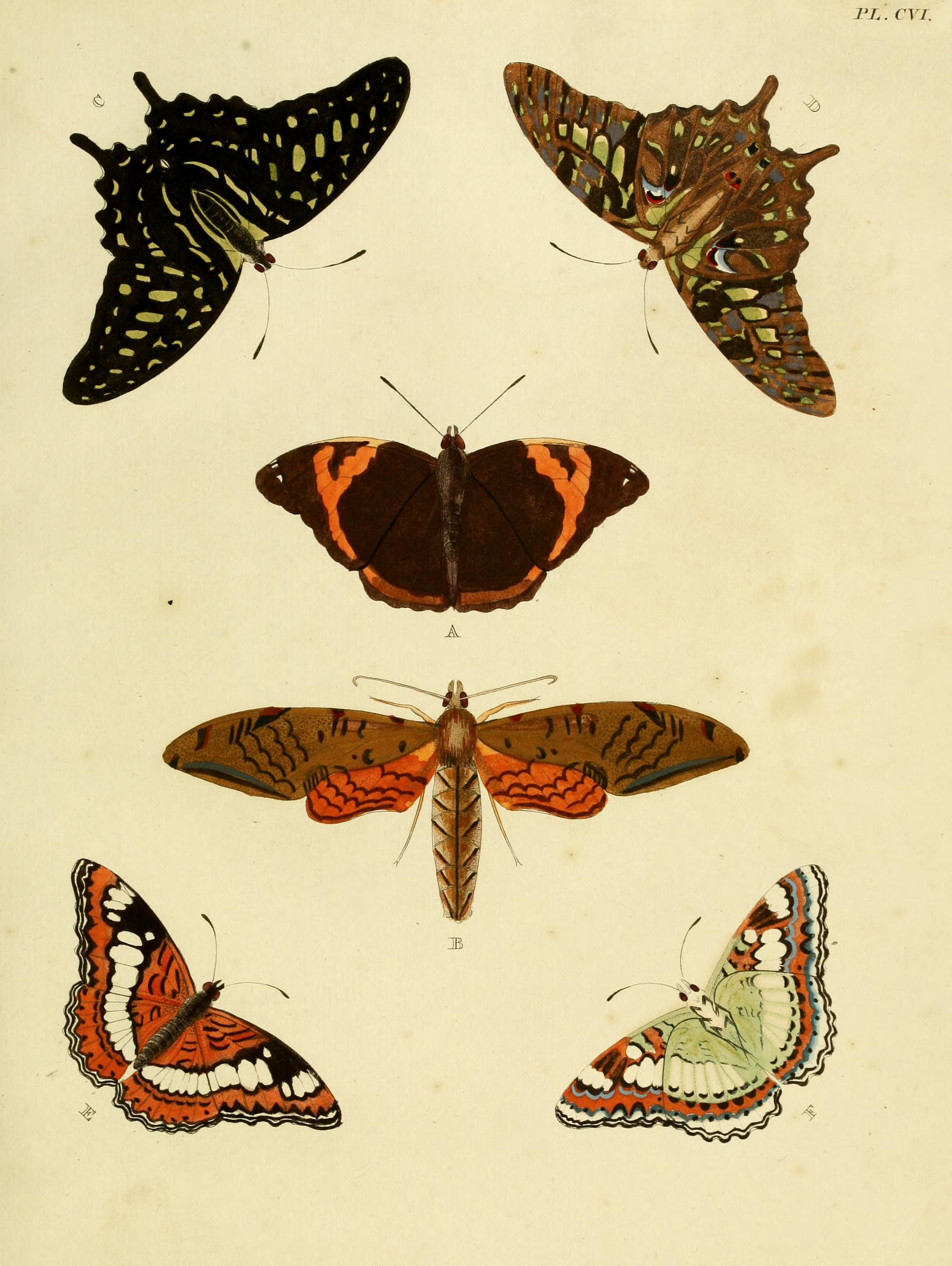
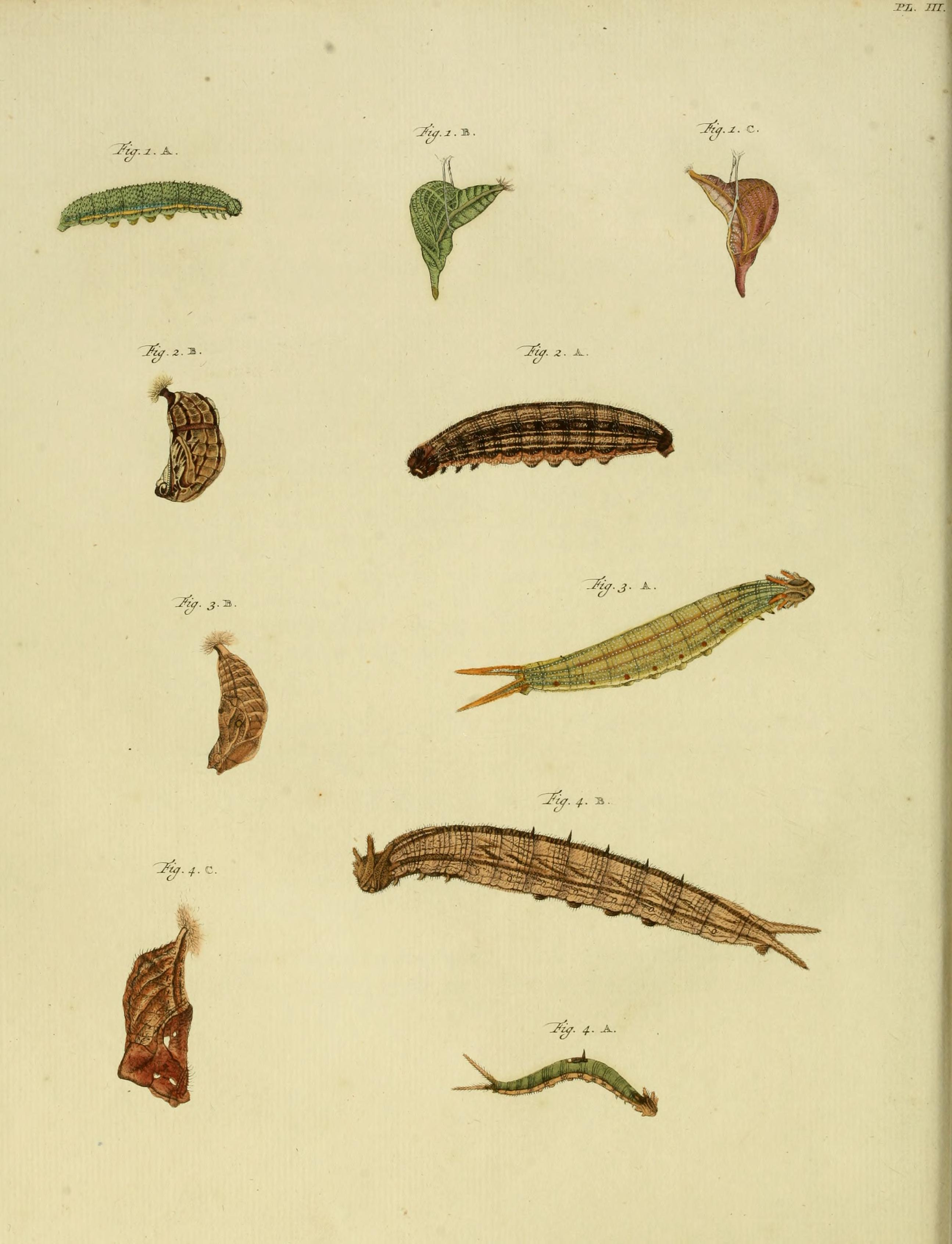
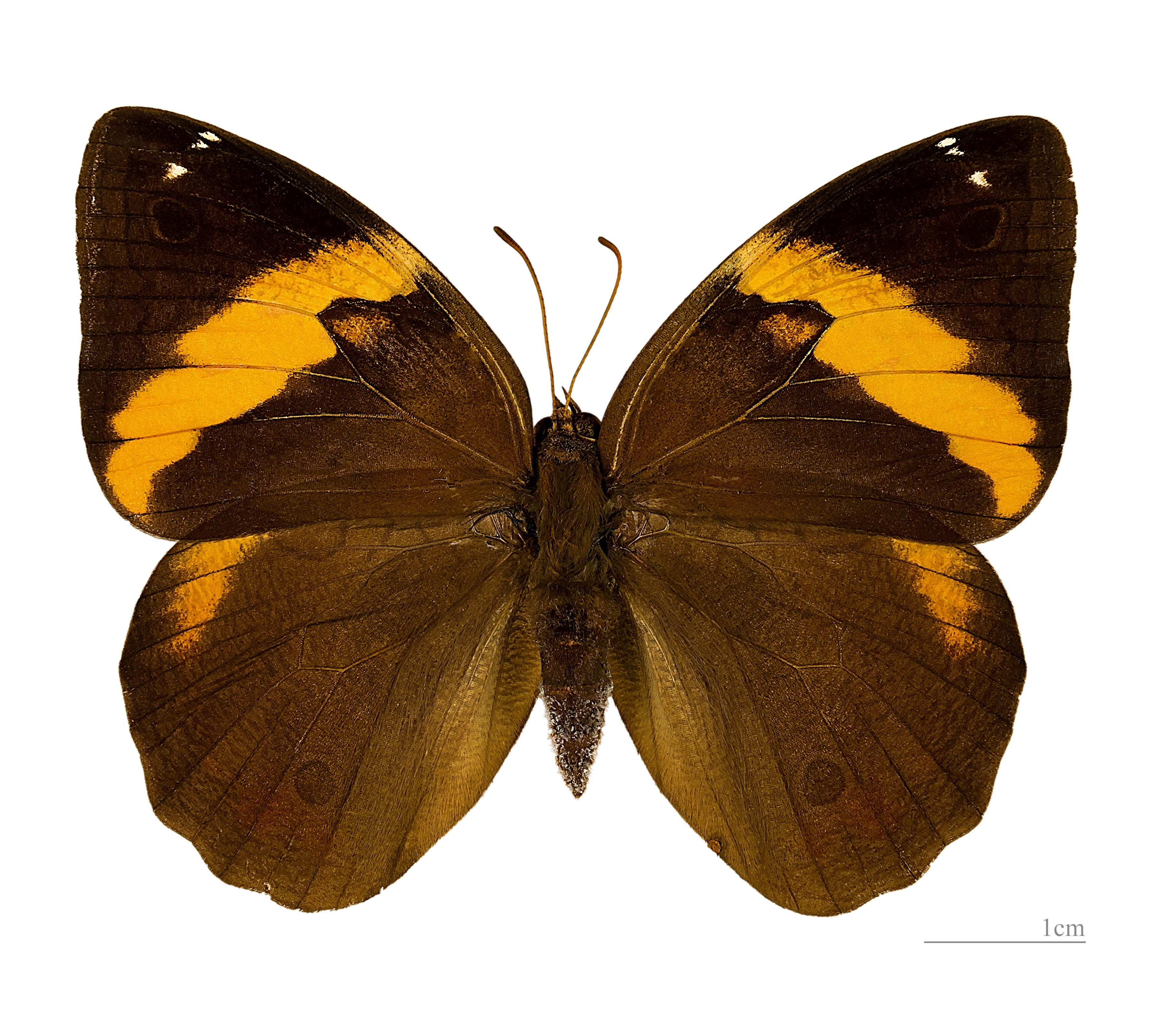
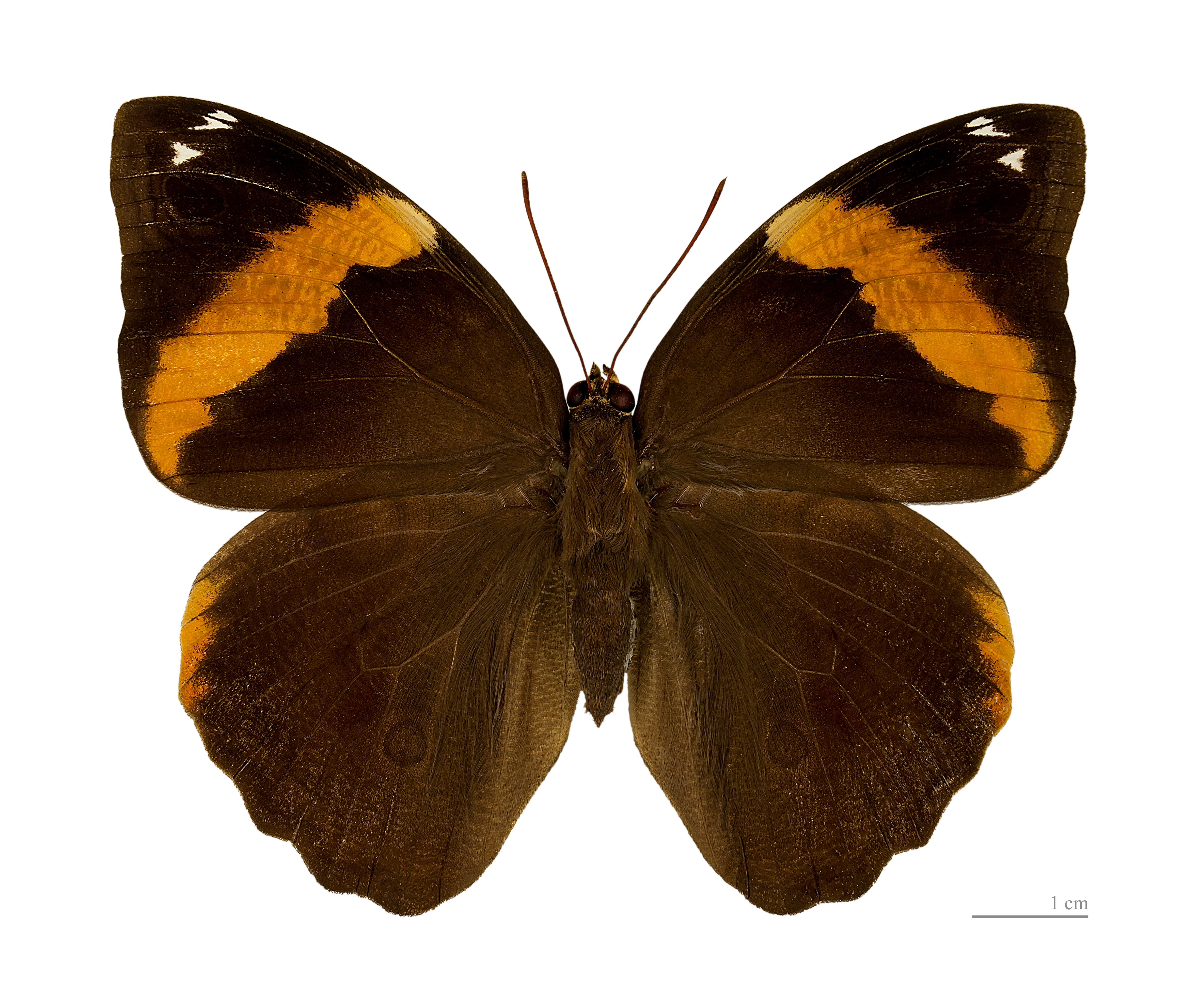
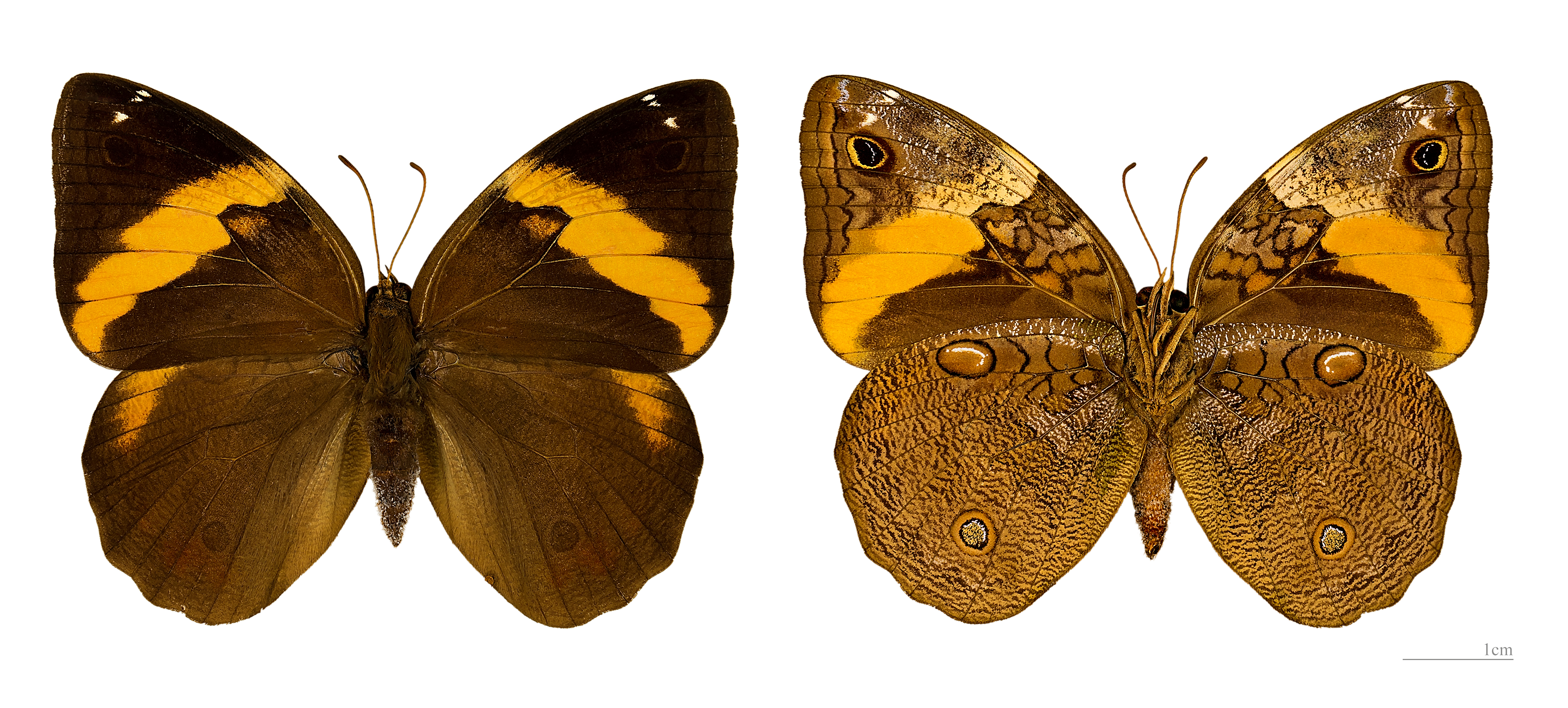